# Virginia Grayson
Pour les articles homonymes, voir Grayson.
Virginia Grayson, née en 1967, également connue sous le nom de Ginny Grayson, est une artiste néo-zélandaise installée en Australie et lauréate du Prix de dessin Dobell (en).

## Biographie
Ginny Grayson est née le 27 mai 1967 à Palmerston North, en Nouvelle-Zélande. Elle suit une formation en études cinématographiques et médiatiques à l'Université Victoria de Wellington. Au début des années 1990, elle déménage à New York où elle vit pendant un certain temps, avant de s'installer à Sydney, puis à Melbourne. Elle se forme à la RMIT School of Art (en) et organise une exposition dans la galerie de l'école en 2009.
En 2008, Grayson travaille dans un studio à Melbourne. En septembre de la même année, il est annoncé qu'elle remporte le Prix de dessin Dobell (en), lors d'un concours qui comptait 586 candidatures et qui se déroulait à la Galerie d'art de Nouvelle-Galles du Sud,. Le concours est jugé par une ancienne conservatrice de la Galerie d'art du Queensland, Anne Kirker.
L'œuvre de Grayson, créée au crayon, au fusain et à l'aquarelle, s'intitule Conclusions drawn – self portrait (Aucune conclusion tirée – autoportrait),. Il représente l'artiste debout dans son atelier. Grayson observe que l'œuvre reflétait son « état d'incertitude » quant à sa production artistique à cette époque, au cours de laquelle elle détruisait régulièrement ses dessins dans des « accès de frustration ». La rédactrice artistique du Sydney Morning Herald, Louise Schwartzkoff, a décrit le portrait comme « sombre », où le sujet « regarde sinistrement au loin ». Lorsqu'on lui a demandé ce qu'elle ferait de la récompense de 20 000 dollars australiens liée au prix, elle a répondu qu'elle « ne verrait pas d'inconvénient à ce que son véhicule utilitaire soit réparé ».
Robert Nelson, écrivant pour The Age, considère que le dessin de Grayson est influencé par Alberto Giacometti, et « est curieux et interroge, comme s'il cherchait toujours la place, les proportions et le poids de son motif ».
En parallèle de sa carrière d'artiste, elle travaille comme professeur de dessin à la RMIT. Ses œuvres sont exposées dans diverses collections publiques en Australie, en Nouvelle-Zélande et aux États-Unis.

## Récompenses

### Prix
- 2008 : Prix de dessin Dobell (en) pour Conclusions drawn – self portrait
- 2018 : Lyn McCrea Memorial Drawing Prize pour Min Little Black Muse[10]

### Nominations
- 2008 : Prix de dessin Robert Jacks[6]
- 2009 : Prix Adelaide Perry[6]
- 2009 : Prix Prometheus Visual Arts[6]